# Монтанер (Тревизо)
Монтанер је насеље у Италији у округу Тревизо, региону Венето.
Према процени из 2011. у насељу је живело 976 становника. Насеље се налази на надморској висини од 302 м.